# Származásjegy
A származásjegy [angolul mark of distinction, azaz 'kitüntetési jegy'] a címerekre helyezett jelvények például a törvénytelen származás jelölésére.
Ennek célja nem a címerviselő illegitimitásának a kiemelése volt, hanem annak jelölése, hogy az adott személy nem tartozik a család címeinek, birtokának stb. legitim örökösödési ágához, viszont előkelő származásának jelölése a címerviselőnek is érdeke volt, ezért a származásjegyek viselése nem volt megbélyegző, sőt privilégiumnak számított, például a királyi házból való származás esetén, melyet az uralkodó hagyott jóvá.
Az angol heraldikában a házasságon kívüli származásra különféle jelvényeket használnak ma is, mint a 19. századtól, a hullámos keretet [en: bordure wavy]. Korábban a címerábrák fölé helyezett balharánt-szalag volt használatban [en: scarpe, bendlet sinister], néha pedig a szabad telek [en: canton]. A királyi eredet jelölésére a lebegő balaharánt-fonalat [en: baton, baton sinister, néha helytelenül ’bar sinister’]  használták, mely mindig fém volt, míg a nem-királyi származás esetén a lebegő balaharánt-fonál mindig valamilyen szín volt, akkor is, ha színre helyezték. Skóciában erre a célra a darabolt keretet [en: bordure company] alkalmazzák.
Az első generáció címereiben az illegitim származás jelölésére régebben a balharánt-fonalat használták, mely mindkét végén csonka volt és botnak tűnt (vö. fr: bâton). Úgy tartották, hogy a botot nem lehet elhagyni, míg három generáció nem váltotta egymást, hacsak a címerkirály ezt nem helyettesítette valamilyen más származásjeggyel vagy a címert nem változtatták meg. Később általában kis botok láthatók az állatok (oroszlánok, kutyák, medvék stb.) szájában (fr: bailloné) vagy mancsában, nagyrészt a sisakdíszeken.